# Alexander Gläser
Alexander Gläser (4 de janeiro de 1914 - 13 de setembro de 2003) foi um oficial alemão que serviu na Luftwaffe durante a Segunda Guerra Mundial. Foi condecorado com a Cruz de Cavaleiro da Cruz de Ferro com Folhas de Carvalho.

## Condecorações
| Medalha Anschluss                                                |                         |
| Medalha dos Sudetos com Barra do Castelo de Praga                |                         |
| Distintivo de aviador                                            |                         |
| Distintivo de Voo do Fronte da Luftwaffe "1100"                  |                         |
| Cruz de Ferro (1939) 2ª Classe                                   | 14 de setembro de 1939  |
| Cruz de Ferro (1939) 1ª Classe                                   | 10 de maio de 1940      |
| Medalha da Frente Oriental                                       |                         |
| Escudo da Crimeia                                                |                         |
| Troféu de Honra da Luftwaffe                                     | 24 de novembro de 1941  |
| Cruz Germânica em Ouro                                           | 18 de maio de 1942      |
| Cruz de Cavaleiro da Cruz de Ferro                               | 19 de fevereiro de 1943 |
| Cruz de Cavaleiro da Cruz de Ferro com Folhas de Carvalho nº 811 | 28 de março de 1945     |